# Turniej o Złoty Kask 1998
Turniej o Złoty Kask 1998 – cykl zawodów żużlowych, organizowanych corocznie przez Polski Związek Motorowy. W finale, rozegranym we Wrocławiu, zwyciężył Jacek Gollob.

## Finał
- Wrocław, 25 września 1998
- Sędzia: Wojciech Grodzki

| Msc. | Zawodnik             | Klub         | Pkt |             |  |
| ---- | -------------------- | ------------ | --- | ----------- |  |
| 1    | Jacek Gollob         | Bydgoszcz    | 14  | (3,3,3,2,3) |  |
| 2    | Rafał Dobrucki       | Piła         | 12  | (3,3,2,1,3) |  |
| 3    | Piotr Świst          | Rzeszów      | 11  | (1,2,3,3,2) |  |
| 4    | Adam Fajfer          | Gniezno      | 10  | (1,1,3,2,3) |  |
| 5    | Robert Dados         | Grudziądz    | 9   | (3,3,0,3,0) |  |
| 6    | Piotr Protasiewicz   | Bydgoszcz    | 9   | (2,d,3,3,1) |  |
| 7    | Roman Jankowski      | Leszno       | 8   | (3,3,1,0,1) |  |
| 8    | Jacek Krzyżaniak     | Toruń        | 8   | (2,1,1,3,1) |  |
| 9    | Tomasz Cieślewicz    | Gdańsk       | 7   | (2,2,0,2,1) |  |
| 10   | Adam Łabędzki        | Wrocław      | 6   | (0,2,0,1,3) |  |
| 11   | Marek Dera           | Gdańsk       | 6   | (0,2,1,1,2) |  |
| 12   | Dariusz Śledź        | Wrocław      | 6   | (1,1,2,0,2) |  |
| 13   | Mirosław Kowalik     | Toruń        | 5   | (1,0,2,2,0) |  |
| 14   | Sławomir Drabik      | Częstochowa  | 5   | (d,0,2,1,2) |  |
| 15   | Grzegorz Walasek     | Zielona Góra | 3   | (2,0,1,0,0) |  |
| 16   | Rafał Haj            | Wrocław      | 1   | (0,1,0,0,0) |  |
|      | rez. Bartosz Stanek  | Wrocław      | ns  |             |  |
|      | rez. Artur Bogińczuk | Wrocław      | ns  |             |  |